# 大迫茂生
大迫 茂生（おおさこ しげお、1974年3月16日 - ）は、日本の俳優。無所属。

## 来歴・人物
- 熊本県出身[2]。
- 熊本私立東海大学第二高等学校[3] 卒業。
- ボクシングが好き[4]。

## 出演

### 舞台
- 東京オールウェスト作品（小川修平演出）
  - ホームラン
  - メロスゲーム
- タイプス作品（新本一馬演出）
  - 十二人の浮かれる男女
  - ジプシー
  - 箱の中身
- シアターZ作品（平田康之演出）
  - 最後のメリーゴーランド
  - ひまわり
  - カシコギ
- 劇団男魂作品
  - ちぇいん（納戸正明演出）
  - ドロップ（納戸正明演出）
  - オトコマイ（小川修平演出）
  - PIN☆DON（小川修平演出）
  - TUMBLE（小川修平演出）
  - Point（土井和人演出）
  - but and（土井和人演出）
  - 18（土井和人演出）
  - ゴング（土井和人演出）
  - 男舞（土井和人演出）
  - 第1回番外公演 ダンコント（土井和人演出）
  - 第2回番外公演 BENT（土井和人演出）
  - 第3回番外公演 ダンコント3(土井和人演出)
- 舞台フラガール（山田和也演出）
- GEORGIA presents 『ワルシャワの鼻』（水田伸生演出）
- GEORGIA presents 『ワルシャワの鼻 大阪公演』（水田伸生演出）
- 劇団でん組『結婚する女』
- 大迫茂生の回『ワーニャおじさん』(脚本 金子鈴幸(コンプソンズ)、演出 成島秀和(こゆび侍)

### テレビドラマ
- 美少女日記III（テレビ東京）
- BSブランチ（BS-i）
- 劇団演技者 冬のユリゲラー（フジテレビ）
- Pinkの遺伝子（テレビ東京）
- こころの遺伝子 〜あなたがいたから〜 第1話、第2話（NHK総合）
- 木曜時代劇 陽炎の辻〜居眠り磐音 江戸双紙〜 第1話（2007年7月19日、NHK総合）
- 週刊真木よう子 第3話（2008年4月16日、フジテレビ） - 女任侠筋子肌
- GO!GO!HEAVEN!（2005年、テレビ東京）
- 告解者（テレビ東京）
- 月曜名作劇場 十津川警部シリーズ（TBS） - 若林刑事 役（レギュラー）
- 土曜ワイド 100の資格を持つ女〜ふたりのバツイチ殺人捜査〜（テレビ朝日）
- 極主夫道 第3話（2020年10月25日、読売テレビ制作・日本テレビ）
- 失踪人捜索班 消えた真実 第5話（2025年5月9日、テレビ東京） - シェフ / 民泊施設 経営者 役[5]

### 映画
- カリスマ（黒沢清監督作品 1999年）
- テック＆サーチ・リミテッド（安本浩二監督作品）
- フラガール（李相日監督作品 2006年）
- 東京オブ・ザ・デッド 3日（山本政志監督作品 2006年）
- さくらん（蜷川実花監督作品 2007年）
- KIDS（荻島達也監督作品 2007年）
- 片腕マシンガール（井口昇監督作品 2007年）
- グロテスク（白石晃士監督作品 2008年） - 謎の男 立川正義 役
- バチアタリ暴力人間（白石晃士監督作品 2010年） - 大迫法玄 役
- 耳をかく女（堀内博志監督作品 2012年）
- 戦慄怪奇ファイル コワすぎ!シリーズ（白石晃士監督作品） - ディレクター 工藤仁 役
  - 戦慄怪奇ファイル コワすぎ!史上最恐の劇場版（2014年）
  - 戦慄怪奇ワールド コワすぎ!（2023年9月8日）
- 超高速!ホットパンツロード（夏目大一朗監督作品 2014）
- チェリー婦人（笠木望監督作品 2015）
- パラノーマル寄生蟲（夏目大一朗監督作品 2015）
- BRUTAL（廣瀬貴士監督作品 2015）
- お母さん、ありがとう(保坂大輔監督作品 2015） - 主演
- ボクソール★ライドショー 恐怖の廃校脱出!（白石晃士監督作品 2016） - 番人 役
- 虎穴にイラズンバ (竹中貞人監督作品 2016)
- 愛を言わない口に変わって(福谷孝弘監督作品 2018)-主演
- 不能犯(白石晃士監督作品 2018)
- ZOB(竹中貞人監督作品 2018)
- 帰ってきた一文字拳 最強カンフーおじさんVS改造人間軍団 (中元雄監督作品 2019) - 主演
- 羊と蜜柑と日曜日（竹中貞人監督作品 2019） - 神様 役
- スマホ拾っただけなのに（2019年） - 警官 役
- 恋するけだもの (白石晃士監督作品 2020年)
- DIVOC-12「死霊軍団 怒りのDIY」（中元雄監督作品 2021） - ホームセンターの店長 役
- 吾輩は猫である!（2021年12月3日、ヒューマントラストシネマ渋谷、笠木望監督）- テル 役[6]
- 宇宙人の画家（2022年7月2日公開、ブライトホース・フィルム）
- 愛してる!（2022年9月16日、日活）[7]
- グッドバイ、バッドマガジンズ（2022年10月28日） - 徳山道夫 役
- 新橋探偵物語2 ダブルリボルバーラヴ（2022年12月3日、オーピー映画） - 鬼道豪太郎 役[8]
- 福山市長に1日密着してみた（2023年1月1日福山市内上映、中元雄監督作品） - 主演・高橋シゲオ 役[9][10]
- 先生!口裂け女です!（2023年7月7日、中元雄監督作品、エクストリーム）[11]
- 温泉シャーク（2024年7月5日、井上森人監督作品、ニチホランド）[12]
- 鎮魂歌〜たましずめのうた〜（2024年7月12日、松本了監督作品）[13]

### オリジナルビデオ
- 実録・広島やくざ抗争史 鯨道10 総完結篇（2002年）[2]
- 伝説のやくざ 最後の博徒（2003年）[2]
- 首領の一族（2007年） - 有田 役
- インキュバス 夢に犯された女（2010年）
- TOKYOスピーシーズ（2011年）
- ニュータウンの青春（2012年）
- 戦慄怪奇ファイル コワすぎ!シリーズ - ディレクター 工藤仁 役
  - 戦慄怪奇ファイル コワすぎ!FILE-01【口裂け女捕獲作戦】（2012年）
  - 戦慄怪奇ファイル コワすぎ!FILE-02【震える幽霊】（2012年）
  - 戦慄怪奇ファイル コワすぎ!FILE-03【人喰い河童伝説】（2013年）
  - 戦慄怪奇ファイル コワすぎ!FILE-04【真相!トイレの花子さん】（2013年）
  - 戦慄怪奇ファイル コワすぎ!劇場版・序章【真説・四谷怪談 お岩の呪い】（2014年）
  - 戦慄怪奇ファイル コワすぎ!最終章（2015年）
  - 戦慄怪奇ファイル 超コワすぎ!FILE-01【恐怖降臨!コックリさん】（2015年）
  - 戦慄怪奇ファイル 超コワすぎ!FILE-02【暗黒奇譚!蛇女の怪】（2015年）
- 讐 〜ADA〜 第一部 戦慄篇（2013年） - 講師 役

### 自主制作
- Kudo's Secret（2012年） - ディレクター 工藤仁 役
- 超・暴力人間 デラックス（2014年） - ディレクター 工藤仁 役
- Mystery Man（2014年） - ディレクター 工藤仁 役
- Her Brother（2014年） - ディレクター 工藤仁 役
- Rest（2015年） - ディレクター 工藤仁 役
- 地獄のテレワーク 電脳戦士ヤスダ対暗黒企業（2020年） - 社長 役

### CM
- グリーンチャンネル 『人編』（CS388ch）
- 世界陸上 『農村編』
- 日立製作所
- ダイドー 『D-1 彼女編』
- 大正製薬 『アミノバリューコンク』
- 日清 『江戸そば京うどん』
- ヤマハ株式会社『ボカロネット』主演

### PV
- 筋肉少女帯 『仲直りのテーマ』
- いきものがかり 『ありがとう』
- 突然少年 『100年後』
- 星街すいせい『ビビデバ』